# Maurice Lemonnierlaan
De Maurice Lemonnierlaan (Frans: Boulevard Maurice Lemonnier) is een van de centrale lanen binnen de historische Vijfhoek van Brussel-stad.
De laan loopt van de Kleine Ring nabij het station Brussel-Zuid,  langs het Anneessensplein tot aan het Fontainasplein, en vormt een aanloop naar het centrale voetgangersgebied van Brussel in de in het verlengde lopende autovrije Anspachlaan.
Deze verkeersader werd aangelegd tijdens de overwelving van de Zenne tussen 1869 en 1871 en heette aanvankelijk de Henegouwenlaan. In 1918 besloot het stadsbestuur de straat te hernoemen als eerbetoon aan schepen Maurice Lemonnier, die na de Eerste Wereldoorlog terugkeerde uit krijgsgevangenschap in Duitsland.